# Oleksandr Turčinov
Oleksandr Turčinov (ukr. Олександр Турчинов, Oleksandr Turčynov; Dnjipropetrovsk, 31. ožujka 1964.), ukrajinski političar, redatelj i ekonomist. Turčinov je trenutačni predsjednik ukrajinskog parlamenta te je od 22. veljače 2014. vršio dužnost predsjednika Ukrajine do Porošenkova preuzimanja ove dužnosti 7. lipnja 2014.

## Vanjske poveznice
- Službene stranice stranke Batkivščina (Domovina)